# Und der Regen verwischt jede Spur
Und der Regen verwischt jede Spur ist ein deutsch-französisches Filmdrama aus dem Jahr 1972. Die von Alfred Vohrer inszenierte Koproduktion basiert auf der Novelle Der Schneesturm des russischen Schriftstellers Alexander Sergejewitsch Puschkin. Die Uraufführung fand am 16. November 1972 im Kino Die Brücke in Kiel statt. In Österreich lief der Film auch unter dem Verleihtitel Und der Regen verwischt die Spur.

## Handlung
Die Abiturientin Christine ist unsterblich in den Franzosen Alain verliebt, der in Lübeck Germanistik studiert. Christines verbitterter Vater, der Großindustrielle Luba, ist gegen diese Verbindung. Er lügt und intrigiert, um Verabredungen der beiden zu unterbinden. Dennoch verbringen Christine und Alain viel Zeit miteinander. Sie fahren an die Ostsee, besichtigen die Stadt oder besuchen den alten Jens Brodersen, dem man hellseherische Fähigkeiten nachsagt. Er prophezeit dem Paar eine weite Reise. Christine ist immer mehr von der herrischen Art des Vaters eingenommen. Um mehr über ihn und die Scheidung der Eltern zu erfahren, besucht sie ihre Mutter in Hamburg. Diese will aber nichts mehr von ihrem früheren Mann wissen.
Da Alain bald wieder zurück nach Frankreich muss, verabreden die beiden, dass Christine ihn in den Ferien besucht. Überraschend taucht Christines Tante Karin mit ihrem Sohn Theo auf. Da Karins Beziehung zu einem Italiener gescheitert ist, bittet sie ihren Bruder, ob sie einige Zeit bei ihm wohnen könne. Luba willigt zwar ein, macht ihr aber große Vorwürfe. Christine findet in ihrer Tante, die unter den Tiraden ihres hartherzigen Bruders genauso leidet wie sie, eine verständnisvolle Verbündete. Unterdessen kommt es zunehmend zu Problemen mit den Bilanzen von Lubas Unternehmen. Ein abendliches Essen mit Luba, Christine, Alain und Karin endet im Streit, als der Vater Christines Reise nach Frankreich verbietet. Nachdem Alain bereits abgereist ist, plant Christine mithilfe ihrer Tante eine heimliche Verabredung. Alain will Christine in Lübeck abholen, ohne dass der Vater etwas davon erfahren soll. An einem stürmischen Regentag wartet die durch eine Erkältung geschwächte Christine am vereinbarten Ort. Bevor Alain dort eintrifft, bricht sie zusammen. Im Krankenhaus berichten ihr Vater und Karin, dass sie von einem fremden jungen Mann gerettet worden sei und Alain seine Einladung inzwischen rückgängig gemacht habe. Als Karin versucht, Alain telefonisch zu erreichen, bittet dessen Mutter darum, dort nicht mehr anzurufen.
Nach der Entlassung aus dem Krankenhaus bedankt sich Christine persönlich bei ihrem Retter, dem Piloten Martin Täumer. Als ein Brief von ihr an Alain ungelesen zurückkommt, begreift Christine endgültig, dass ihre Hoffnungen auf eine gemeinsame Zukunft mit dem Franzosen vergeblich sind. Stattdessen fühlt sie sich immer mehr zu Martin hingezogen. Als Christines Vater erfährt, dass Martin der einzige Sohn eines reichen Fabrikbesitzers ist, wittert der in geschäftlichen Schwierigkeiten steckende Luba persönliche Vorteile. Anders als bei Alain fördert er nun die Beziehung seiner Tochter. Er reist sogar zu Martins Vater, um mit diesem über eine mögliche Heirat der beiden zu sprechen. Während einer Party zeigt Luba Martin ein Fotoalbum seiner Tochter. Als Martin darin Fotos von Alain entdeckt, reagiert er verstört. Karin glaubt, dass Martin eifersüchtig ist. Sie erzählt ihm von Alain und dem heimlich geplanten Treffen, durch das sie Martin kennenlernte. Martin erinnert sich an jenen Tag: Er drängte einen Wagen von der regennassen Fahrbahn ab, der daraufhin in Flammen aufging. Der junge Fahrer, Alain, starb. Auf der Suche nach Hilfe traf er schließlich auf die zusammengebrochene Christine.
Es kommt zu einem Gespräch zwischen Martin und Luba, der seine Schwester dazu überredet hat, den Unfalltod Alains gegenüber Christine zu verheimlichen. Luba, der die Beziehung seiner Tochter und damit die geschäftlichen Pläne mit Täumer in Gefahr sieht, verlangt von Martin, den Unfall zu vergessen. Dieser ist sich seiner Schuld durchaus bewusst, bringt es aber nicht übers Herz, Selbstanzeige zu erstatten und sich mit Christine auszusprechen. Luba ist fest davon überzeugt, dass irgendwann Gras über die Sache wachsen wird. Er zwingt auch Karin zu schweigen. Gegenüber seiner Tochter behauptet er, dass Martin um ihre Hand angehalten habe. Als Luba einem Bankdirektor erzählt, dass die beiden heiraten werden, erhält er den dringend benötigten Kredit. Unterdessen telefoniert der von Schuldgefühlen zerrüttete Martin ein letztes Mal mit der ahnungslosen Christine. Er steigt in ein Flugzeug und begeht Selbstmord. Als die Behörden von einem Unfall ausgehen, will Luba weiterhin unter allen Umständen verhindern, dass seine Tochter jemals die Wahrheit erfährt.

## Entstehungsgeschichte

### Vorgeschichte und Drehbuch
Der Filmproduzent Luggi Waldleitner hatte 1971/72 bereits drei erfolgreiche Verfilmungen nach Romanen von Johannes Mario Simmel in die Kinos gebracht: Und Jimmy ging zum Regenbogen, Liebe ist nur ein Wort und Der Stoff aus dem die Träume sind. Mit deren Regisseur Alfred Vohrer und Drehbuchautor Manfred Purzer plante Waldleitner, neben weiteren Simmel-Filmen, auch die Verfilmung der Novelle Der Schneesturm (Originaltitel: Метель) des russischen Schriftstellers Alexander Sergejewitsch Puschkin. Die im Jahr 1811 handelnde Geschichte war 1830 in den Erzählungen Die Geschichten des verstorbenen Iwan Petrowitsch Belkin (Originaltitel: По́вести поко́йного Ива́на Петро́вича Бе́лкина) erschienen.
Für die Filmadaption ließ Waldleitner den historischen Stoff um eine Gutstochter, die sich gegen den Willen ihrer Eltern in einen Fähnrich verliebt, in die moderne Zeit verlegen. Das von Manfred Purzer in Zusammenarbeit mit Michel Gast verfasste Drehbuch hatte noch den zunächst geplanten Filmtitel Schwarzer Regen. Es erinnerte nicht unbeabsichtigt an die Handlung des US-amerikanischen Erfolgsfilms Love Story (1970) sowie an die Erzählstruktur der eigenen Simmel-Filme.

### Besetzung
Auch bei der Besetzung griff man auf einige Darsteller zurück, die bereits in den Simmel-Filmen vor der Kamera standen: Alain Noury, Malte Thorsten und Konrad Georg. Die weibliche Hauptrolle besetzte man mit der bis dahin kaum bekannten Anita Lochner, die sich wie ihre Filmeltern Wolfgang Reichmann und Ruth Maria Kubitschek als hervorragende Wahl erwies. In weiteren Rollen wirkten unter anderem Eva Christian, Alf Marholm, Herta Worell, Hans Daniel und der Volksschauspieler Henry Vahl mit.

### Produktion

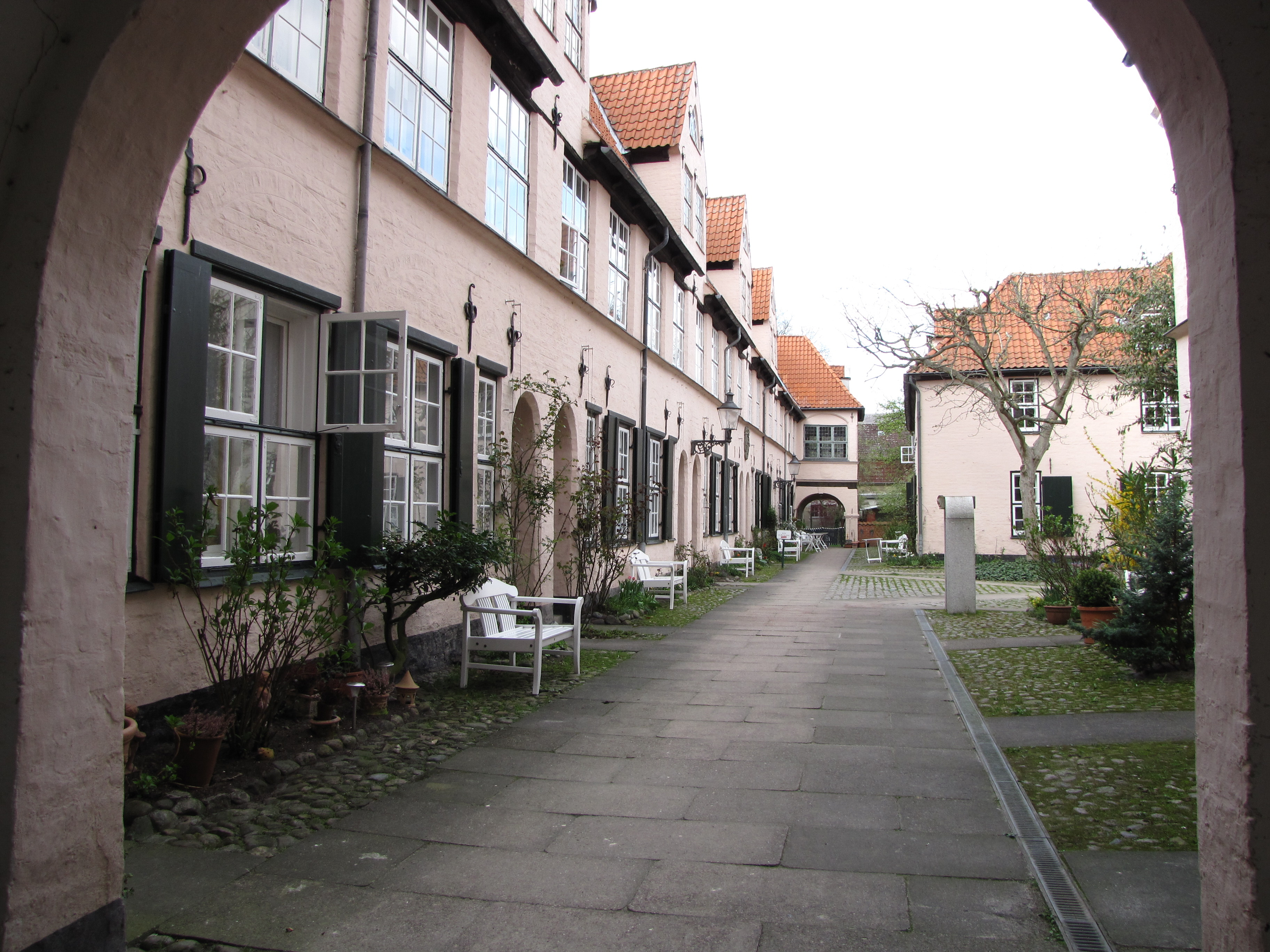
Zu den zahlreichen Drehorten in Lübeck gehörte auch der Füchtingshof.

Außer der federführenden Roxy Film von Luggi Waldleitner war auch die in Paris ansässige Maya Films des Produzenten Henry Lange an den Herstellungskosten des Films beteiligt. Der Film, dessen französischer Arbeitstitel La pluie noire an den geplanten deutschen Titel Schwarzer Regen angelehnt war, kam in Frankreich allerdings nicht zur Aufführung.
Die Dreharbeiten fanden vom 16. August bis 20. September 1972 vor allem in Lübeck satt. Einige Aufnahmen entstanden auch in München, Hamburg und Südfrankreich. Für die Ausstattung war Günther Kob verantwortlich. Kostümbildnerin war Irms Pauli, die Herstellungsleitung hatte Walter Tjaden.
Eva Ebner, die neben der Regieassistenz auch eine kleine Filmrolle übernahm, schlug während der Dreharbeiten den an Und Jimmy ging zum Regenbogen erinnernden Filmtitel Und der Regen verwischt jede Spur vor. Dieser fand bei der Produktion großen Anklang, so dass man den bis dahin vorgesehenen Titel ersetzte.

### Filmmusik
Die Filmmusik stammt aus der Feder von Erich Ferstl. Die Titelmelodie sowie das Stück Alain et Christine erschienen 1972 auf einer Single des Labels EMI Electrola.

## Rezeption

### Veröffentlichung
Und der Regen verwischt jede Spur wurde am 6. November 1972 von der FSK ab 16 Jahren freigegeben und am 16. November 1972 im Kino Die Brücke in Kiel uraufgeführt. Der Verleih Constantin Film, der den Film in der Bundesrepublik vermarktete, versprach „eine ungewöhnliche Liebesgeschichte in einer scheinbar heilen Welt“.
Im deutschen Fernsehen wurde der Film erstmals am 4. Februar 1984 auf dem Sat.1-Vorgänger PKS ausgestrahlt. Der Film erschien außerdem als Videokassette und im Oktober 2013 auf DVD.
Der Film konnte auch im Ausland vermarktet werden und lief dort unter anderem unter den folgenden Titeln:
- Österreich: Und der Regen verwischt die Spur
- Sowjetunion / Russland: И дождь смывает все следы
- Ungarn: És az eső elmos minden nyomot…
- Uruguay: Y la lluvia borra toda huella
- Vereinigte Staaten: Tears of Blood
- Tschechoslowakei: A déšť smyje každou stopu

### Kritiken
„Wer Lübeck liebt, kommt in diesem neuen Alfred-Vohrer-Film voll auf seine Kosten. Selten sah man in einem Film so reizvolle und atmosphärisch dichte Aufnahmen der alten Hansestadt. Da spielt es dann kaum noch eine Rolle, daß die Filmhandlung konstruiert und dünnblütig ist. […] Der Film zeigt das klare schöne Gesicht des Alain Noury und gibt der jungen Anita Lockner [sic!] Gelegenheit, Talent zu beweisen. Alle übrigen Schauspieler bleiben vordergründig. Das liegt weniger an ihnen als am Drehbuch, und sogar der großartige Wolfgang Reichmann als Lübecker Kaufherr wirkt blaß.“

„Der Stoff dieser gefühls- und schicksalsträchtigen Story ist einer Novelle aus dem 19. Jahrhundert entnommen. Doch die äußerlich gelackte, innerlich völlig unbefriedigende dramatische Schnulze hat mit dem Autor Puschkin rein gar nichts gemein.“

„Ergreifende Romanze.“

## Auszeichnungen
Die Deutsche Film- und Medienbewertung (FBW) zeichnete den Film 1972 mit dem Prädikat „wertvoll“ aus.
1973 lief der Film beim 8. Internationalen Filmfestival Moskau, auf dem Regisseur Vohrer für den Goldenen Preis nominiert war.
Im gleichen Jahr wurde Und der Regen verwischt jede Spur beim International Film Festival of India in Neu-Delhi gezeigt.